# هرمیتیج ۴۷۵۸
سیارک ۴۷۵۸ (به انگلیسی: 4758 Hermitage، نامگذاری:1978SN4) چهار هزار و هفتصد و پنجاه و هشتمین سیارک کشف شده‌است که در ۲۷ سپتامبر ۱۹۷۸ کشف شد.
قدر مطلق سیارک برابر ۱۲٫۱۰ است.